# Орм (Тенеси)
Орм (енгл. Orme) град је у америчкој савезној држави Тенеси.

## Демографија
По попису из 2010. године број становника је 126, што је 2 (1,6%) становника више него 2000. године.
| Група             | 2000.        | 2010.       |
| Белци             | 124 (100,0%) | 119 (94,4%) |
| Афроамериканци    | 0 (0,0%)     | 3 (2,4%)    |
| Азијати           | 0 (0,0%)     | 4 (3,2%)    |
| Хиспаноамериканци | 0 (0,0%)     | 0 (0,0%)    |
| Укупно            | 124          | 126         |